# The Fall (tv-serie)
The Fall er en irsk-britisk kriminaldramaserie fra 2013. Serien blev skabt af Allan Cubitt, instrueret af Jakob Verbruggen og har Gillian Anderson i hovedrollen. The Fall havde premiere i Irland på RTÉ One 12. maj 2013 og i Storbritannien på BBC Two 13. maj 2013. I november 2014 havde seriens anden sæson premiere. Sæson 3 komme i 2016.

## Medvirkende
- Gillian Anderson – Stella Gibson
- Jamie Dornan – Paul Spector
- Laura Donnelly – Sarah Kay
- Bronagh Waugh – Sally-Ann Spector
- Ben Peel – James Olson
- Michael McElhatton – Rob Breedlove
- Niamh McGrady – Danielle Ferrington
- Frank McCusker – Garrett Brink
- Ian McElhinney – Morgan Monroe
- Stuart Graham – Matt Eastwood
- John Lynch – Jim Burns
- Archie Panjabi – Reed Smith
- Colin Morgan – Tom Anderson (fra sæson 2)
- Sean McGinley – Peter Jensen (fra sæson 2)
- Jonjo O'Neill – Tom Stagg (fra sæson 2)